# Robert Sarah
Robert Sarah (ur. 15 czerwca 1945 w Ourouss) – gwinejski duchowny rzymskokatolicki, arcybiskup metropolita Konakry w latach 1979–2001, administrator apostolski sede vacante diecezji Kankan w latach 1979–1993, przewodniczący Konferencji Episkopatu Gwinei w latach 1985–2001, sekretarz Kongregacji ds. Ewangelizacji Narodów w latach 2001–2010, przewodniczący Papieskiej Rady „Cor Unum” w latach 2010–2014, kardynał od 2010 (najpierw w stopniu diakona, w 2021 promowany do stopnia prezbitera), prefekt Kongregacji Kultu Bożego i Dyscypliny Sakramentów w latach 2014–2021.

## Życiorys
Święcenia kapłańskie przyjął w wieku 24 lat z rąk biskupa Raymonda-Marii Tchidimbo. Studiował na Papieskim Uniwersytecie Gregoriańskim oraz w Studium Biblicum Franciscanum w Jerozolimie.
13 sierpnia 1979 został mianowany przez Jana Pawła II biskupem diecezji Konakry. Sakry biskupiej udzielił mu kardynał Giovanni Benelli. W chwili przyjęcia święceń biskupich w wieku 34 lat był najmłodszym biskupem rzymskokatolickim na świecie. W latach 1985–2001 pełnił funkcję przewodniczącego Konferencji Biskupów Gwinei.
1 października 2001 został wezwany do Watykanu, gdzie objął urząd sekretarza w Kongregacji ds. Ewangelizacji Narodów, którą kierował wówczas kardynał Crescenzio Sepe.
7 października 2010 Benedykt XVI mianował go przewodniczącym Papieskiej Rady Cor Unum, koordynującej działalność charytatywną Kościoła. Zastąpił na tym stanowisku niemieckiego kardynała Paula Josefa Cordesa. Dwa tygodnie później ogłoszona została decyzja o jego kreacji kardynalskiej. Biret kardynalski odebrał podczas konsystorzu 20 listopada 2010. 
24 listopada 2014 papież Franciszek mianował go prefektem Kongregacji ds. Kultu Bożego i Dyscypliny Sakramentów. Zastąpił na tym stanowisku kard. Antonio Cañizaresa Lloverę – mianowanego metropolitą Walencji. 20 lutego 2021 papież Franciszek przyjął jego rezygnację z pełnionego urzędu. 
3 maja 2021 podczas konsystorza papież Franciszek podniósł go do rangi kardynała prezbitera. W związku z tym awansem już nie ogłosi ewentualnego wyboru nowego papieża, który ogłasza najstarszy kardynał diakon.
8 kwietnia 2021 papież Franciszek mianował go członkiem Kongregacji ds. Kościołów Wschodnich.
Brał udział w konklawe 2013, które wybrało papieża Franciszka oraz w konklawe 2025, które wybrało papieża Leona XIV. Przed konklawe 2025 był wymieniany w gronie papabili. 15 czerwca 2025, w związku z ukończeniem 80 lat utracił prawo do udziału w konklawe.

## Wizyty w Polsce
W dniu 15 marca 2016 r. w Sekretariacie Konferencji Episkopatu Polski w Warszawie miała miejsce prezentacja jego wywiadu rzeki, który ukazał się jako książka pt. Bóg albo nic: rozmowa o wierze nakładem Wydawnictwa Sióstr Loretanek.

## Publikacje
W języku polskim ukazały się następujące publikacje:
- Bóg albo nic: rozmowa o wierze, Wyd. Sióstr Loretanek, Warszawa 2015, 415 s., ISBN 978-83-7257-791-7;
- Moc milczenia: przeciw dyktaturze hałasu, [przedmowa Benedykt XVI], Wyd. Sióstr Loretanek, Warszawa 2017, 349 s., ISBN 978-83-7257-877-8;
- W drodze do Niniwy, Wyd. Sióstr Loretanek, Warszawa 2017, 336 s., ISBN 978-83-7257-848-8;
- Wieczór się zbliża i dzień już się chyli, Wyd. Sióstr Loretanek, Warszawa 2019, 463 s., ISBN 978-83-7257-976-8;
- Z głębi naszych serc, [wspólnie z papieżem Benedyktem XVI], Wyd. Sióstr Loretanek, Warszawa 2020, 148 s., ISBN 978-83-7257-774-0.
- Katechizm życia duchowego, Wyd. Sióstr Loretanek, Warszawa 2023, 360 s., ISBN 978-83-8212-120-9

## Poglądy
Wypowiada się jako zdecydowany orędownik obrony tradycyjnej katolickiej nauki na temat rodziny, moralności seksualnej i prawa do życia oraz potępiania islamskiego radykalizmu; opowiada się za zwalczaniem zachodnich homoseksualnych i aborcyjnych ideologii. Jest zdecydowanym przeciwnikiem gender, feminizmu, sekularyzmu i idei związków partnerskich, które wraz z fundamentalizmem muzułmańskim porównuje do nazizmu i komunizmu oraz do apokaliptycznych Bestii. Często jest przedstawiany jako krytyk reform liturgicznych Soboru Watykańskiego II, będąc przychylnym tradycji mszy trydenckiej, choć w rzeczywistości jest to krytyka złego odczytania soborowych reform utrudniającego ukierunkowanie liturgii na Boga. Odnośnie Kościoła afrykańskiego stwierdził w kwietniu 2024, że jest on głosem ubogich, prostych i małych. Ma za zadanie głosić Słowo Boże chrześcijanom z Zachodu, którzy z powodu swojego bogactwa uważają, że są rozwinięci, nowocześni i mądrzy mądrością tego świata. Według niego afrykańscy biskupi w swoim ubóstwie są dzisiaj zwiastunami Bożej prawdy wobec potęgi i bogactwa niektórych zachodnich episkopatów.

## Odznaczenia
- Baliw Wielkiego Krzyża Honoru i Dewocji w Posłuszeństwie Zakonu Maltańskiego (2016)[18]
- Wielki Krzyż Orderu Narodowego Beninu (2015)[19]
- Komandor Legii Honorowej (2012)[20]